# رولاند بيري
رولاند بيري (بالإنجليزية: Roland Perry)‏ هو كاتب غير روائي أسترالي، ولد في 11 أكتوبر 1946.

## وصلات خارجية
- رولاند بيري على موقع IMDb (الإنجليزية)